# Heathrow (London)
Heathrow egy apró település volt Middlesexben, London külterületén, amit 1944-ben eltüntettek a London-Heathrow-i repülőtér építése miatt. A terület ma Hillingdon kerület része.
A kisfalu Longfordtól másfél mérföldre északra helyezkedett el. Előző nevei: Hithero, Hetherow, Hetherowfeyld, és Hitherow volt. A név eredetileg egy angolszász szóból ered, melynek jelentése „egy sor ház a pusztaságban.”
Legközelebbi helyek:
- Feltham
- Harlington
- Harmondsworth
- Sipson
- Harnworth

Legközelebbi metróállomások
- Hatton Cross metróállomás
- Heathrow Terminal 4 metróállomás jelenleg, a Heathrow Terminal 5 metróállomás építésének idejére zárva.
- Heathrow Terminal 1, 2, 3 metróállomás

Legközelebbi vasútállomások
- Ashford Surrey vasútállomás
- Egham vasútállomás
- Staines vasútállomás

## Külső hivatkozások
- https://web.archive.org/web/20080418062038/http://www.thisislongford.com/heathrow.htm